# Valle Esperanza
Valle Esperanza (en inglés: Hope Place) fue un pequeño asentamiento localizado en Lafonia, isla Soledad.

## Historia

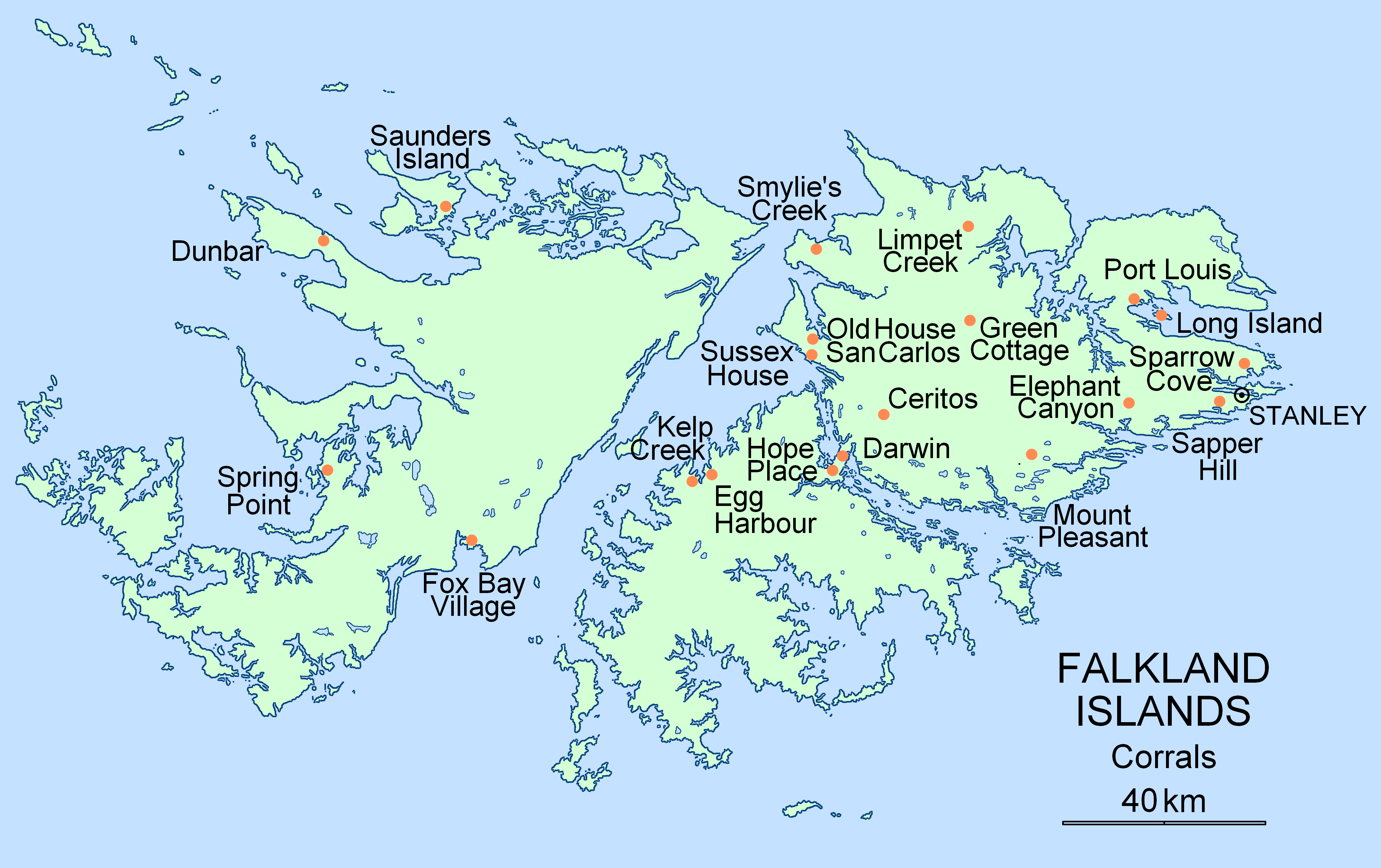
Mapa de los "corrals" (corrales) hechos por los gauchos en las islas. Algunos de ellos conservan el nombre en español.

Fue fundado en 1846, por Samuel Lafone, un comerciante inglés radicado en Montevideo, Uruguay, en las costas del sur de la Bahía de Ruiz Puente. Fue poblada en su mayoría por gauchos, principalmente uruguayos, traídos de Sudamérica continental. El establecimiento fue el área del archipiélago malvinense que más empleó a los gauchos. El auge del asentamiento fue a mediados del siglo XIX. Aquí funcionó un corral hecho por los gauchos y un saladero, propiedad de Lafone.  El área actualmente está abandonada.